# 亚瓦特马尔
亚瓦特马尔（Yavatmal），是印度马哈拉施特拉邦Yavatmal县的一个城镇。总人口122906（2001年）。

## 人口
该地2001年总人口122906人，其中男性62838人，女性60068人；0—6岁人口14730人，其中男7652人，女7078人；识字率78.68%，其中男性为82.84%，女性为74.33%。